# John McCabe (spisovatel)
John McCabe (14. listopadu 1920 – 27. září 2005) byl americký spisovatel a pedagog.

## Život
Narodil se v Detroitu v americkém státě Michigan roku 1920. Od svých sedmi let byl hercem a nejprve získal bakalářský titul na Detroitské universitě, později magisterský v oboru výtvarného umění na Fordhamské universitě. Později se věnoval studiu anglického autora Williama Shakespearea na Birminghamské universitě. druhou světovou válku strávil v Evropě jako seržant v letectvu. Později se věnoval pedagogické činnosti a napsal několik biografických knih. Je například ghostwriterem autobiografické knihy Cagney by Cagney herce Jamese Cagneyho. Později, roku 1997, vydal i vlastní biografii tohoto herce. Jeho první manželkou byla baletní učitelka lotyšského původu Vija Valda Zarina, se kterou se oženil v roce 1958 a žil s ní až do její smrti roku 1983. Později se oženil s o osm let starší herečkou Rosina Lawrence, se kterou žil až do její smrti v roce 1997. Jeho třetí manželka se jmenovala Karen. Zemřel na selhání srdce ve věku 84 let.

## Dílo
- Mr. Laurel and Mr. Hardy (1961)
- George M. Cohan: The Man Who Owned Broadway (1973)
- The Comedy World of Stan Laurel (1974)
- Laurel and Hardy (1975)
- Proclaiming the Word (1977)
- Charlie Chaplin (1978)
- Babe: The Life of Oliver Hardy (1989)
- Cagney (1997)